# بيتر وارد (لاعب كرة قدم بريطاني)
بيتر وارد (بالإنجليزية: Peter Ward)‏ (15 أكتوبر 1964 في المملكة المتحدة - ) هو لاعب كرة قدم بريطاني في مركز الوسط. لعب مع ستوكبورت كونتي ونادي روتشديل ونادي ريكسهام وهدرسفيلد تاون ونادي موركامب.

## وصلات خارجية
- بيتر وارد على موقع قاعدة بيانات كرة القدم.إي يو (الإنجليزية)